# Гут-Кульчицкий, Роман Осипович
Роман Осипович Гут-Кульчицкий (11 ноября 1907 — апрель 1945) — украинский писатель и пластун.

## Биография
Точная дата и место рождения Гут-Кульчицкого неизвестны. По одним источникам, он родился 11 ноября 1907 года в Тысменице, по другим — 11 октября 1908 года в селе Кульчицы. Мать звали Вандой.
Гут-Кульчицкий был пластуном 20 куреня имени гетмана Филиппа Орлика в Рогатине, в 1924—1927 годах — кошевой Рогатинского пласта.
Обучение проходил в Станиславовской и Рогатинской гимназии имени Владимира Великого, в Львовском университете получил степень магистра права. Работал учителем на Львовщине.
За политические взгляды и действия с декабря 1934 по октябрь 1935 года отбывал заключение в польском концлагере в Берёзе-Картузской. Ходатайство на его арест внёс львовский воевода Владислав Белина-Пражмовский. Его обвиняли в том, что он как ведущий украинский националист выполнял одну из руководящих функций в отделе пропаганды и идеологии Краевой экзекутивы ОУН. Зачитывал различные рефераты, лекции на тему националистической идеологии, принимал участие в так называемых студенческих анкетах и был автором различных листовок с пропагандой ОУН. В 1938 году Гут-Кульчицкий также отбывал 2-недельное заключение.
Погиб в апреле 1945 года.
Среди изданных сборников — «В огнях и крови», 1930, переиздан в 1996 году.